# Formel-3000-Saison 2002
Die Formel-3000-Saison 2002 war die 18. Saison der Formel 3000. Sie begann am 30. März 2002 in Interlagos und endete am 14. September 2002 in Monza. Insgesamt wurden zwölf Rennen gefahren. Den Meistertitel der Fahrer gewann Sébastien Bourdais; den Meistertitel der Teams gewann das Arden Team Russia.

## Starterfeld
Alle Fahrer benutzten Lola B02/50 Chassis mit Zytek-Judd-KV-Motoren und Reifen von Avon.
| Team                    | Auto # | Fahrer              | Rennwochenende |
| ----------------------- | ------ | ------------------- | -------------- |
| Coca-Cola Nordic Racing | 1      | Ryan Briscoe        | 1-7            |
| Coca-Cola Nordic Racing | 1      | Thed Björk          | 8-12           |
| Coca-Cola Nordic Racing | 2      | Zsolt Baumgartner   | 1-12           |
| Petrobras Junior Team   | 3      | Antonio Pizzonia    | 1-12           |
| Petrobras Junior Team   | 4      | Ricardo Sperafico   | 1-12           |
| Super Nova Racing       | 5      | Tiago Monteiro      | 1-12           |
| Super Nova Racing       | 6      | Sébastien Bourdais  | 1-12           |
| Red Bull Junior Team    | 9      | Patrick Friesacher  | 1-12           |
| Red Bull Junior Team    | 10     | Ricardo Maurício    | 1-12           |
| Team Astromega          | 14     | Mario Haberfeld     | 1-12           |
| Team Astromega          | 15     | Rob Nguyen          | 1-12           |
| European Minardi F3000  | 16     | Alexandre Sperafico | 1-9            |
| European Minardi F3000  | 16     | Justin Keen         | 10-12          |
| European Minardi F3000  | 17     | David Saelens       | 1-5            |
| European Minardi F3000  | 17     | Alexander Müller    | 6-9            |
| European Minardi F3000  | 17     | Kristian Kolby      | 10-12          |
| Arden Team Russia       | 18     | Björn Wirdheim      | 1-12           |
| Arden Team Russia       | 19     | Tomáš Enge          | 1-12           |
| Durango Formula         | 20     | Alexander Müller    | 1-5            |
| Durango Formula         | 20     | Derek Hill          | 6-12           |
| Durango Formula         | 21     | Rodrigo Sperafico   | 1-12           |
| Coloni F3000            | 24     | Enrico Toccacelo    | 1-12           |
| Coloni F3000            | 25     | Giorgio Pantano     | 1-12           |
| PSM Racing Line         | 26     | Tony Schmidt        | 1-12           |
| PSM Racing Line         | 27     | Nicolas Kiesa       | 1-12           |

## Rennen
Es fanden 12 Rennen statt, die im Rahmenprogramm der Formel 1 ausgetragen wurden.
| Nr. | Datum         | Rennstrecke       | Sieger             | Zweiter            | Dritter            |
| --- | ------------- | ----------------- | ------------------ | ------------------ | ------------------ |
| 1.  | 30. März      | Interlagos        | Rodrigo Sperafico  | Mario Haberfeld    | Ricardo Maurício   |
| 2.  | 13. April     | Imola             | Sébastien Bourdais | Rodrigo Sperafico  | Giorgio Pantano    |
| 3.  | 27. April     | Barcelona         | Giorgio Pantano    | Tomáš Enge         | Sébastien Bourdais |
| 4.  | 11. Mai       | Zeltweg           | Tomáš Enge         | Björn Wirdheim     | Mario Haberfeld    |
| 5.  | 25. Mai       | Monte Carlo       | Sébastien Bourdais | Patrick Friesacher | Tomáš Enge         |
| 6.  | 22. Juni      | Nürburg           | Sébastien Bourdais | Ricardo Sperafico  | Antonio Pizzonia   |
| 7.  | 6. Juli       | Silverstone       | Tomáš Enge         | Sébastien Bourdais | Ricardo Sperafico  |
| 8.  | 20. Juli      | Magny-Cours       | Tomáš Enge         | Sébastien Bourdais | Giorgio Pantano    |
| 9.  | 27. Juli      | Hockenheim        | Giorgio Pantano    | Björn Wirdheim     | Rodrigo Sperafico  |
| 10. | 17. August    | Budapest          | Enrico Toccacelo   | Giorgio Pantano    | Sébastien Bourdais |
| 11. | 31. August    | Spa-Francorchamps | Giorgio Pantano    | Sébastien Bourdais | Ricardo Sperafico  |
| 12. | 14. September | Monza             | Björn Wirdheim     | Tomáš Enge         | Giorgio Pantano    |

## Wertungen

### Fahrerwertung
| Pos. | Fahrer       | BRA | ITA | ESP | AUT | MON  | GER | GBR | FRA | GER | HUN  | BEL | ITA  | Punkte |
| ---- | ------------ | --- | --- | --- | --- | ---- | --- | --- | --- | --- | ---- | --- | ---- | ------ |
| 1    | Bourdais     | 14  | 1   | 3   | DNF | 1    | 1   | 2   | 2   | DNF | 3    | 2   | DNF  | 56     |
| 2    | Pantano      | 8   | 3   | 1   | 4   | DNF  | DNF | 4   | 3   | 1   | 2    | 1   | 3    | 54     |
| 3    | Enge         | DNF | 6   | 2   | 1   | 3    | 13  | 1   | 1   | DNF | DSQ1 | 4   | 2    | 50     |
| 4    | Wirdheim     | 5   | 7   | 8   | 2   | DNF  | 6   | 6   | DNF | 2   | 4    | DNF | 1    | 29     |
| 5    | Ri Sperafico | 7   | 14  | 9   | 8   | 5    | 2   | 3   | 15  | 6   | 5    | 3   | 4    | 22     |
| 6    | Ro Sperafico | 1   | 2   | 7   | 12  | DNF  | 8   | 9   | 8   | 3   | DNF  | 12  | 8    | 20     |
| 7    | Haberfeld    | 2   | DNF | 5   | 3   | 6    | DNF | DNF | 5   | 4   | DNF  | 14  | 9    | 18     |
| 8    | Pizzonia     | 4   | 4   | 10  | 7   | 4    | 3   | 5   | 4   | DNF | DNF  | DNF | DSQ2 | 18     |
| 9    | Toccacelo    | 6   | 12  | 6   | 6   | DNF  | DNF | 8   | 6   | DNF | 1    | DNF | DNF  | 14     |
| 10   | Friesacher   | 10  | 5   | 11  | 5   | 2    | 4   | 7   | 7   | DNF | 6    | 16  | DNF  | 14     |
| 11   | Maurício     | 3   | DNF | 4   | 15  | 7    | 9   | DNF | 10  | DNF | 11   | 5   | DNF  | 9      |
| 12   | Kiesa        | 15  | 8   | DNF | 10  | DNF  | 10  | 10  | DNF | DNF | DNF  | 6   | 5    | 3      |
| 13   | Monteiro     | 9   | 10  | DNF | 16  | DNF  | DNF | 13  | 9   | 5   | 13   | DNF | 10   | 2      |
| 14   | Nguyen       | 13  | 11  | 14  | 9   | DNF  | 5   | 15  | 11  | 11  | 10   | 15  | DNF  | 2      |
| 15   | Baumgartner  | DNF | 9   | DNF | 11  | DNF  | 12  | 14  | 12  | 8   | 7    | 8   | 6    | 1      |
| 16   | Björk        |     |     |     |     |      |     |     | DNF | 7   | 8    | 13  | 7    | 0      |
| 17   | Hill         |     |     |     |     |      | 7   | DNF | DNF | 9   | DNF  | 7   | DNF  | 0      |
| 18   | Keen         |     |     |     |     |      |     |     |     |     | 9    | 9   | DNF  | 0      |
| 19   | Kolby        |     |     |     |     |      |     |     |     |     | 12   | 10  | 11   | 0      |
| 20   | Müller       | 11  | DNF | DNF | 13  | DSQ3 | DNF | 11  | 14  | DNF |      |     |      | 0      |
| 21   | Schmidt      | 16  | DNF | 13  | 14  | DNF  | DNF | DNF | 13  | DNF | 14   | 11  | 12   | 0      |
| 22   | A Sperafico  | DNF | 15  | 15  | DNF | DNF  | 11  | DNF | DNF | DNF |      |     |      | 0      |
| 23   | Briscoe      | 12  | 13  | 12  | 17  | DNF  | DNF | 12  |     |     |      |     |      | 0      |
| 24   | Saelens      | DNF | DNF | 16  | DNF | DNF  |     |     |     |     |      |     |      | 0      |
| Pos. | Fahrer       | BRA | ITA | ESP | AUT | MON  | GER | GBR | FRA | GER | HUN  | BEL | ITA  | Punkte |

| Farbe   | Bedeutung                               |
| ------- | --------------------------------------- |
| Gold    | Sieger                                  |
| Silber  | 2. Platz                                |
| Bronze  | 3. Platz                                |
| Grün    | Platzierung in den Punkten              |
| Blau    | Klassifiziert außerhalb der Punkteränge |
| Violett | Rennen nicht beendet (DNF)              |
| Violett | nicht klassifiziert (NC)                |
| Rot     | nicht qualifiziert (DNQ)                |
| Schwarz | disqualifiziert (DSQ)                   |
| Weiß    | nicht am Start (DNS)                    |
| Weiß    | zurückgezogen (WD)                      |
| Weiß    | Rennen abgesagt (C)                     |
| Blanko  | nicht teilgenommen                      |
| Blanko  | verletzt oder krank (INJ)               |
| Blanko  | ausgeschlossen (EX)                     |

### Teamwertung
| Pos. | Team                    | Auto Nr. | BRA | ITA | ESP | AUT | MON  | GER | GBR | FRA | GER | HUN  | BEL | ITA  | Punkte |
| ---- | ----------------------- | -------- | --- | --- | --- | --- | ---- | --- | --- | --- | --- | ---- | --- | ---- | ------ |
| 1    | Arden Team Russia       | 18       | 5   | 7   | 8   | 2   | DNF  | 6   | 6   | DNF | 2   | 4    | DNF | 1    | 79     |
| 1    | Arden Team Russia       | 19       | DNF | 6   | 2   | 1   | 3    | 13  | 1   | 1   | DNF | DSQ1 | 4   | 2    | 79     |
| 2    | Coloni F3000            | 24       | 6   | 12  | 6   | 6   | DNF  | DNF | 8   | 6   | DNF | 1    | DNF | DNF  | 68     |
| 2    | Coloni F3000            | 25       | 8   | 3   | 1   | 4   | DNF  | DNF | 4   | 3   | 1   | 2    | 1   | 3    | 68     |
| 3    | Super Nova Racing       | 5        | 9   | 10  | DNF | 16  | DNF  | DNF | 13  | 9   | 5   | 13   | DNF | 10   | 58     |
| 3    | Super Nova Racing       | 6        | 14  | 1   | 3   | DNF | 1    | 1   | 2   | 2   | DNF | 3    | 2   | DNF  | 58     |
| 4    | Petrobras Junior Team   | 3        | 4   | 4   | 10  | 7   | 4    | 3   | 5   | 4   | DNF | DNF  | DNF | DSQ2 | 40     |
| 4    | Petrobras Junior Team   | 4        | 7   | 14  | 9   | 8   | 5    | 2   | 3   | 15  | 6   | 5    | 3   | 4    | 40     |
| 5    | Red Bull Junior Team    | 9        | 10  | 5   | 11  | 5   | 2    | 4   | 7   | 7   | DNF | 6    | 16  | DNF  | 23     |
| 5    | Red Bull Junior Team    | 10       | 3   | DNF | 4   | 15  | 7    | 9   | DNF | 10  | DNF | 11   | 5   | DNF  | 23     |
| 6    | Durango Formula         | 20       | 11  | DNF | DNF | 13  | DSQ3 | 7   | DNF | DNF | 9   | DNF  | 7   | DNF  | 20     |
| 6    | Durango Formula         | 21       | 1   | 2   | 7   | 12  | DNF  | 8   | 9   | 8   | 3   | DNF  | 12  | 8    | 20     |
| 7    | Team Astromega          | 14       | 2   | DNF | 5   | 3   | 6    | DNF | DNF | 5   | 4   | DNF  | 14  | 9    | 20     |
| 7    | Team Astromega          | 15       | 13  | 11  | 14  | 9   | DNF  | 5   | 15  | 11  | 11  | 10   | 15  | DNF  | 20     |
| 8    | PSM Racing Line         | 26       | 16  | DNF | 13  | 14  | DNF  | DNF | DNF | 13  | DNF | 14   | 11  | 12   | 3      |
| 8    | PSM Racing Line         | 27       | 15  | 8   | DNF | 10  | DNF  | 10  | 10  | DNF | DNF | DNF  | 6   | 5    | 3      |
| 9    | Coca-Cola Nordic Racing | 1        | 12  | 13  | 12  | 17  | DNF  | DNF | 12  | DNF | 7   | 8    | 13  | 7    | 1      |
| 9    | Coca-Cola Nordic Racing | 2        | DNF | 9   | DNF | 11  | DNF  | 12  | 14  | 12  | 8   | 7    | 8   | 6    | 1      |
| 10   | European Minardi F3000  | 16       | DNF | 15  | 15  | DNF | DNF  | 11  | DNF | DNF | DNF | 9    | 9   | DNF  | 0      |
| 10   | European Minardi F3000  | 17       | DNF | DNF | 16  | DNF | DNF  | DNF | 11  | 14  | DNF | 12   | 10  | 11   | 0      |
| Pos. | Team                    | Auto Nr. | BRA | ITA | ESP | AUT | MON  | GER | GBR | FRA | GER | HUN  | BEL | ITA  | Punkte |

1 Tomáš Enge gewann das Rennen in Budapest, wurde aber nachträglich disqualifiziert, da er beim Dopingtest nach dem Rennen positiv auf Cannabis getestet wurde.
2 Antonio Pizzonia wurde von seinem zweiten Platz in Monza disqualifiziert, da ein Heckflügelelement seines Rennwagens falsch herum montiert war.
3 Alexander Müller wurde von seinem sechsten Platz in Monaco wegen Untergewichts disqualifiziert.